# Matthias Fekl
Matthias Fekl (ur. 4 października 1977 we Frankfurcie nad Menem) – francuski polityk, urzędnik państwowy i samorządowiec, działacz Partii Socjalistycznej, parlamentarzysta, w 2017 minister spraw wewnętrznych.

## Życiorys
Urodził się jako syn Niemca i Francuzki. Kształcił się w École normale supérieure de Lyon, Instytucie Nauk Politycznych w Paryżu i École nationale d’administration, podejmując następnie pracę w sądownictwie administracyjnym. Zaangażował się w działalność polityczną w ramach Partii Socjalistycznej, do której wstąpił w 2001. Pełnił funkcję radnego i zastępcy mera miejscowości Marmande. Od 2010 był radnym, a do 2012 również wiceprzewodniczącym rady regionalnej Akwitanii ds. rozwoju gospodarczego, zatrudnienia i przedsiębiorczości.
W wyborach w 2012 uzyskał mandat deputowanego do Zgromadzenia Narodowego XIV kadencji. Od września 2014 był sekretarzem stanu ds. handlu zagranicznego, promocji turystyki i Francuzów poza granicami kraju. W 2015 wybrany na radnego nowego regionu Nowa Akwitania. Gdy 21 marca 2017 Bruno Le Roux został odwołany ze stanowiska ministra spraw wewnętrznych, Matthias Fekl otrzymał nominację na ten urząd w gabinecie Bernarda Cazeneuve’a, stając się najmłodszym ministrem spraw wewnętrznych V Republiki. Zakończył urzędowanie wraz z całym gabinetem w maju 2017.
W marcu 2018 podjął pracę jako partner w paryskiej kancelarii adwokackiej KGA odpowiedzialny za internacjonalizację. Dodatkowo reprezentował departament Lot i Garonna jako specjalny doradca przewodniczącego regionu Nowa Akwitania Alaina Rousseta. W lipcu 2019 jednogłośnie wybrany na prezesa stowarzyszenia browarów francuskich (Association des Brasseurs de France).